# روب موريسون (عالم)
روب موريسون (بالإنجليزية: Rob Morrison)‏ هو عالم أسترالي، ولد في 14 نوفمبر 1942 في أديلايد في أستراليا.

## وصلات خارجية
- روب موريسون على موقع IMDb (الإنجليزية)